# Xã Sand Creek, Quận Holt, Nebraska
Xã Sand Creek (tiếng Anh: Sand Creek Township) là một xã thuộc quận Holt, tiểu bang Nebraska, Hoa Kỳ. Năm 2010, dân số của xã này là 52 người.